# Саобраћај у Азербејџану
Азербејџан је евроазијска земља у области Кавказа, које има изузетно повољан саобраћајно-прометни положај. Због тога земља има изванредне услове за развој саобраћаја, али је он слабије развијен због сталне нестабилности подручја. Најважнији саобраћајни правац у земљи је путеви исток-запад, од Црног мора до Каспијског језера, и север-југ, од источне Европе до Средњег истока. Веома изражен планински карактер земље такође знатна препрека развоју саобраћаја, нарочито на западу земље, где се пружају веома висока планинска била.
Азербејџан има развијен друмски, железнички, ваздушни и водени саобраћај. Највећи саобраћајни чвор је главни град, Баку.

## Железнички саобраћај
Погледати: државно предузеће за железницу - Азерске Железнице
По подацима из 1993. године укупна дужина железничке мреже у домену јавног саобраћаја у Азербејџану је била 2.932 km, оде чега је 1.278 km електрификовано. Ово се односи на пруге широког колосека (1520 mm), особене за земље бившег СССРа. Ови подаци не укључују индустријске и друге помоћне пруге.
Градска железница развијена је у Бакуу, где постоји и метро систем. Баку и други већи градови поседују и трамвајски превоз.
Железничка веза са суседним земљама:
- Русија - да
- Грузија - да, тренутно изградња пруге стандардног колосека
- Јерменија - да, али је саобраћај у прекиду
- Иран (преко енклаве Нахчиван) - да, уз промену ширине колосека
- Турска (преко енклаве Нахчиван) - не, тренутно изградња пруге стандардног колосека

Године 2005. потписан је споразум између Грузије, Турске и Азербејџана о изградњи заједничке железничке линије Карс (Турска) - Тбилиси - Баку стандардне ширине колосека. Градња ове пруге изазвала је велике политичке тешкоће и огорченост Русије.

## Друмски саобраћај
Укупна дужина путева у Азербејџану у 1998. години је 24.981 km, од чега је са чврстом подлогом 23.057 km (најчешће у веома лошем стању). Правих ауто-путева нема, али на прилазима великим градовима постоје боље саобраћајнице са 3 и 4 траке. Последњих година путна мрежа се интензивно обнавља и шири.
Најзначајнији магистални путеви у држави крећи од престонице Бакуа и иду ка:
- Северу - Русија, Источна Европа
- Западу - Грузија, Црно море
- Југу - Иран, Блиски исток

## Водени саобраћај
Азербејџан је земља са дугим излазом на Каспијско језеро, највеће на свету и једно од најпроменијих са великим бројем излазних земаља. Оно је преко Волге, Дона и Канала Волга-Дон у вези са отвореним светским водама, што додатно ствара предности дуге обале. Најважније приморске луке су Баку, Сумгаит и Лењкорањ. Са друге стране, унутрашњост државе испресецана је малим и плитким рекама са веома ниским летњим водостајима, па нема унутрашњих пловних путева.

## Гасоводи и нафтоводи
- Гасовод: 1.130 км (1992. г.)
- Нафтовод: 1.240 км (1992. г.)

## Ваздушни транспорт
У Азербејџану постоји неколико авио-предузећа, од којих је најважније државно предузеће "Азербејџан ерлајнс".
У земљи постоји 69 званично уписаних аеродрома (2007. године), од чега 29 са чврстом подлогом (погледати: Аеродроми у Грузији). Са ИАТА кодом је укупно 3 аеродрома:
- Међународни аеродром „Хејдар Алијев“ у Бакуу - GYD
- Аеродром „Ганџа“ у Ганџи - KVD
- Међународни аеродром „Нахчиван“ у Нахчивану - NAJ

Међународни аеродром „Хејдар Алијев“ у Бакуу далеко је најпрометнији аеродром у Азербејџану, док су остали аеродроми мали и повезани путем неколико линија само са престоницом Бакуом и Москвом.